# Цыганович, Оливер
Оливер Цыганович (хорв. Oliver Ciganović, род. 24 декабря 1973, Вайльхайм-ин-Обербайерн) — хорватский и немецкий хоккеист, игравший на позиции левого нападающего.

## Карьера
Всю свою карьеру провёл в Германии. Из известных клубов в его карьере представлены «Гризли Адамс Вольфсбург» и «Ганновер Индианс». Наибольшую результативность он показал за четыре сезона в «Пайсенберге», набрав в сезоне 1999/2000 66 очков. Сыграл более 600 матчей в разных немецких лигах.
В сборной выступал на чемпионатах мира в дивизионе C, а также трижды играл в первом дивизионе и трижды во втором дивизионе.
Работает юношеским тренером в командах «Вольфсбурга». Младший брат Дамир тоже играл нападающим в низших лигах.